# Тарвас (баскетбольный клуб)
«Раквере Тарвас» — эстонский профессиональный баскетбольный клуб из города Раквере.

## Главные тренеры
- 2006—2017 —  Андрес Сыбер
- 2017—2021 —  Юрис Умбрашко
- 2021—н.в. —  Мартин Мюйрсепп